# 新界區專線小巴481線
新界區專線小巴481線為香港的一條來往火炭（山尾街）至荃灣街市街的小巴路線，為進智公交首條新界區路線，擁有高客量。

## 歷史
本路線之開辦可以追溯至1989年，當城門隧道準備於翌年4月20日通車時，曾有指在重組往返荃灣至沙田區之九巴48線鑑於路程及行車時間縮短，不再需要途經呈祥道及獅子山隧道，建議由禾輋巴士總站延長至火炭工業區，基於當時許多荃葵區居民需要往工業區工作，經常有市民提議或開辦新線行走繁忙時間，但運輸署認為客量不足，並建議批出往來兩地的專線小巴。速令此線得以發揚光大，更一拆為三，在兩邊總站均經常全車爆滿，排隊人龍可以達到超過一百人，成為進智公交三條皇牌路線之一（另兩條為港島4C及40線）。
- 1990年2月16日：運輸署公開招標11組共15條專線小巴新路線，此線與482線編為同一組。[4]
- 1990年12月2日：投入服務，當時途經大圍及沙田市中心，另設有荃灣街市街至沙田市中心的區間車（此區間車由2000年起獲獨立分拆為481A線）。
- 2000年：為配合481A線投入服務，本路線不經大圍及沙田市中心，直接往來火炭區。
- 2007年6月10日：調整收費，全程收費由$8調整至$8.5，而分段收費則維持不變。
- 2012年5月31日：調整收費，全程收費由$8.5調整至$9.1，而分段收費則維持不變。
- 2013年12月25日：調整收費，全程收費由$9.1調整至$9.6，而分段收費則維持不變。
- 2015年8月2日：調整收費，全程收費由$9.6調整至$10.3，而分段收費則維持不變。
- 2019年5月12日：調整收費，全程收費由$10.3調整至$11.3，而分段收費則維持不變。
- 2024年10月20日：調整收費，全程收費由$11.9調整至$12.3，而分段收費則維持不變。

## 用車
此路線與481、481A及482線共用23輛小巴。
| 481、481A、481B及482線用車列表 | 481、481A、481B及482線用車列表 | 481、481A、481B及482線用車列表   |
| 車牌                           | 車種代號                       | 備註                             |
| ------------------------------ | ------------------------------ | -------------------------------- |
| AMS1                           | 6LL                            | 車尾雙太平門設計                 |
| ED77                           | 7LL                            | 前身為Rosa BE63DG，曾為8號線用車 |
| HN77                           | 7LL                            |                                  |
| LD5859                         | 5LS                            |                                  |
| TZ4749                         | 6LL                            | 車尾雙太平門設計                 |
| UD6397                         | 6LL                            | 車尾雙太平門設計                 |
| UE5106                         | 6LL                            | 車尾雙太平門設計                 |
| UE7817                         | 6LL                            | 車尾雙太平門設計                 |
| UF2136                         | 6LL                            | 車尾雙太平門設計                 |
| UM4292                         | 6LL                            | 車尾雙太平門設計                 |
| UT7257                         | 6LL                            | 車尾雙太平門設計                 |
| VE6569                         | 7LL                            |                                  |
| VR367                          | 7LL                            |                                  |
| VX359                          | 7LL                            |                                  |
| VZ4403                         | 7LL                            |                                  |
| WB1829                         | 7LL                            |                                  |
| WK4525                         | 7LL                            |                                  |
| WM5375                         | 7LL                            |                                  |
| WM6835                         | 7LL                            |                                  |
| WN1249                         | 7LL                            |                                  |
| WX8891                         | 7LL                            |                                  |
| XL1528                         | 7LL                            |                                  |
| XM5421                         | 7LL                            |                                  |
| XW3436                         | 7LL                            |                                  |
| XY3091                         | 7LL                            |                                  |
| YD786                          | 7LL                            |                                  |
| ZD203                          | 7LL                            | 原車牌為WN873                    |

## 行車路線
下表列出的乃此路線主要上落客點，如無特別註明，沿線非限制區之路段均可自由上落客。
- 往火炭（山尾街）方向途經：荃灣街市街、大河道、沙咀道、圓墩圍、海盛路、大河道、大河道北、荃錦交匯處、象鼻山路、城門隧道、城門隧道公路、大埔公路－沙田段、火炭路、桂地街及山尾街
- 往荃灣街市街方向途經：山尾街、火炭路、大埔公路－沙田段、城門隧道公路、城門隧道、象鼻山路、荃錦交匯處、蕙荃路、廟崗街、城門道、西樓角路、大河道、荃灣街市街、川龍街、兆和街、眾安街及荃灣街市街

| 往火炭方向 | 往火炭方向     | 往火炭方向 | 往荃灣方向 | 往荃灣方向     | 往荃灣方向 |
| 序號       | 主要車站位置   | 街道       | 序號       | 主要車站位置   | 街道       |
| ---------- | -------------- | ---------- | ---------- | -------------- | ---------- |
| 1          | 荃灣街市街     | 荃灣街市街 | 1          | 火炭（山尾街） | 山尾街     |
| 2          | 荃灣大會堂     | 圓墩圍     | 2          | 火炭村         | 火炭路     |
| 3          | 灣景廣場       | 海盛路     | 3          | 蕙荃體育館     | 蕙荃路     |
| 4          | 火炭村         | 火炭路     | 4          | 荃灣站         | 西樓角路   |
| 5          | 駿洋邨         | 桂地街     | 5          | 兆和街         | 兆和街     |
| 6          | 火炭（山尾街） | 山尾街     | 6          | 荃灣街市街     | 荃灣街市街 |

## 服務時間及班次
- 每日荃灣開：06:00-23:20，5-20分鐘一班
- 每日火炭開：06:45-23:30，5-20分鐘一班

## 收費
| 路程／登車站             | 收費  |
| ------------------------ | ----- |
| 全程收費                 | $12.3 |
| 往荃灣街市街方向分段收費 |       |
| 西樓角路起               | $1.0  |

| - 此路線大小同價。 - 65歲或以上長者使用長者或個人八達通（包括「樂悠咭」），合資格殘疾人士使用「殘疾人士身份」個人八達通，以及60至64歲香港居民使用「樂悠咭」繳付車資，均可享有每程劃一$2.0的政府長者及合資格殘疾人士公共交通票價優惠計劃。 - 乘客可以現金或八達通卡於上車時付款，不設找贖。 |